# Метод коррекции ошибки
Метод коррекции ошибки — метод обучения перцептрона, предложенный Фрэнком Розенблаттом. Представляет собой такой метод обучения, при котором вес связи не изменяется до тех пор, пока текущая реакция перцептрона остается правильной. При появлении неправильной реакции вес изменяется на единицу, а знак (+/-) определяется противоположным от знака ошибки.

## Модификации метода
В  теореме сходимости перцептрона различаются различные виды этого метода, доказано, что любой из них позволяет получить схождение при решении любой задачи классификации.

### Метод коррекции ошибок без квантования
Если реакция на стимул {\displaystyle S_{i}} правильная, то никакого подкрепления не вводится, но при появлении ошибок к весу каждого активного А-элемента прибавляется величина {\displaystyle \eta =\rho _{i}\Delta x_{i}}, где {\displaystyle \Delta x_{i}} — число единиц подкрепления, выбирается так, чтобы величина сигнала превышала порог θ,
а {\displaystyle \rho _{i}={\begin{cases}+1,ifS_{i}^{+};\\-1,ifS_{i}^{-}.\end{cases}}}, при этом {\displaystyle S_{i}^{+}} — стимул, принадлежащий положительному классу, а {\displaystyle S_{i}^{-}} — стимул, принадлежащий отрицательному классу.

### Метод коррекции ошибок с квантованием
Отличается от метода коррекции ошибок без квантования только тем, что {\displaystyle \Delta x_{i}=1}, то есть равно одной единице подкрепления.
Этот метод и метод коррекции ошибок без квантования являются одинаковыми по скорости достижения решения в общем случае, и более эффективными по сравнению с методами коррекции ошибок со случайным знаком или случайными возмущениями.

### Метод коррекции ошибок со случайным знаком подкрепления
Отличается тем, что знак подкрепления {\displaystyle \eta } выбирается случайно независимо от реакции перцептрона и с равной вероятностью может быть положительным или отрицательным. Но так же как и в базовом методе — если перцептрон дает правильную реакцию, то подкрепление равно нулю.

### Метод коррекции ошибок со случайными возмущениями
Отличается тем, что величина и знак {\displaystyle \eta } для каждой связи в системе выбираются отдельно и независимо в соответствии с некоторым распределением вероятностей. Это метод приводит к самой медленной сходимости, по сравнению с выше описанными модификациями.